# Цуркан Людмила Георгіївна
Людми́ла Гео́ргіївна Цурка́н (22 серпня 1937, м. Миколаїв, УРСР — 23 січня 2019, м. Дюссельдорф, Німеччина) — співачка (сопрано), вокальний педагог. Заслужений діяч мистецтв України, професор, лауреат[джерело?] Всеукраїнського конкурсу вокалістів (Київ).

## Життєпис
Л. Г. Цуркан закінчила з відзнакою Одеську державну консерваторію ім. А. В. Нежданової, клас народної артистки України, професора Ольги Благовидової.
Працювала провідною солісткою оперних театрів Одеси та Харкова. У її репертуарі більше 30 оперних образів, зокрема — Тетяна, Іоланта («Євгеній Онєгін», «Іоланта» П. Чайковського), Тамара («Демон» А. Рубінштейна), Маргарита («Фауст» Ш. Гуно), Манон, Мімі, Чіо-Чіо-Сан («Манон Леско», «Богема», «Мадам Батерфляй» Дж. Пуччіні), Дездемона («Отелло» Дж. Верді). З успіхом Л. Г. Цуркан гастролювала у Росії, Болгарії, Польщі, Угорщині, пропагувала на концертній сцені маловідомі твори вітчизняних і західноєвропейських композиторів.
Серед тих, що співають на провідних оперних сценах світу, гастролюють в багатьох країнах, такі вихованці Л. Г. Цуркан, як лауреат міжнародного конкурсу (Відень, 1992), соліст Празького оперного театру Валерій Попов, володар Гран-прі Міжнародного конкурсу ім. А. Солов'яненка (Донецьк, 2002) та І Міжнародного конкурсу ім. Б. Гмирі (Київ, 2004); лауреат І премії Міжнародного конкурсу «Янтарний соловей» (Калінінград, 2002); лауреат двох премій в оперному і камерному розділах (Карлові Вари, 2000 р.); соліст Великого театру Росії (Москва) Максим Пастер. У 2007 р. він став лауреатом Тринадцятого міжнародного конкурсу ім. П. І. Чайковського (ІІІ премія) та володарем спеціальних призів Фонду І. С. Козловського (найкращому тенору), Асоціації лауреатів міжнародного конкурсу ім. П. І. Чайковського (за найкраще виконання твору П. І. Чайковського), а також гранту ім. М. Растроповича.
У класі Л. Г. Цуркан також навчалися і Ольга Журавель — лауреат I та II премій чотирьох міжнародних конкурсів в Італії (2004, 2005); солістка оперних театрів Італії та Європи (за контрактами), і Оксана Крамарєва — лауреат I премій Міжнародного конкурсу ім. О. Образцової (Санкт-Петербург, 2005) та Міжнародного конкурсу ім. А. Солов'яненка (Донецьк, 2004); солістка Національної опери (Київ), і Жанна Німенська — лауреат Міжнародних конкурсів ім. І. Паторжинського — І премія (Луганськ, 1997), ім. Лисенка (Київ, 1997), ім. I. Алчевського (Алчевськ, 2001), дипломант Міжнародного конкурсу ім. Віньяса (Барселона, 1999); солістка Харківського театру опери та балету ім. М. В. Лисенка, і Лі Сяо Лун — лауреат двох Міжнародних конкурсів (Харків, 2005), Миколаїв (2006) — соліст і педагог у Китаї.
З 2015 мешкала у Німеччині.

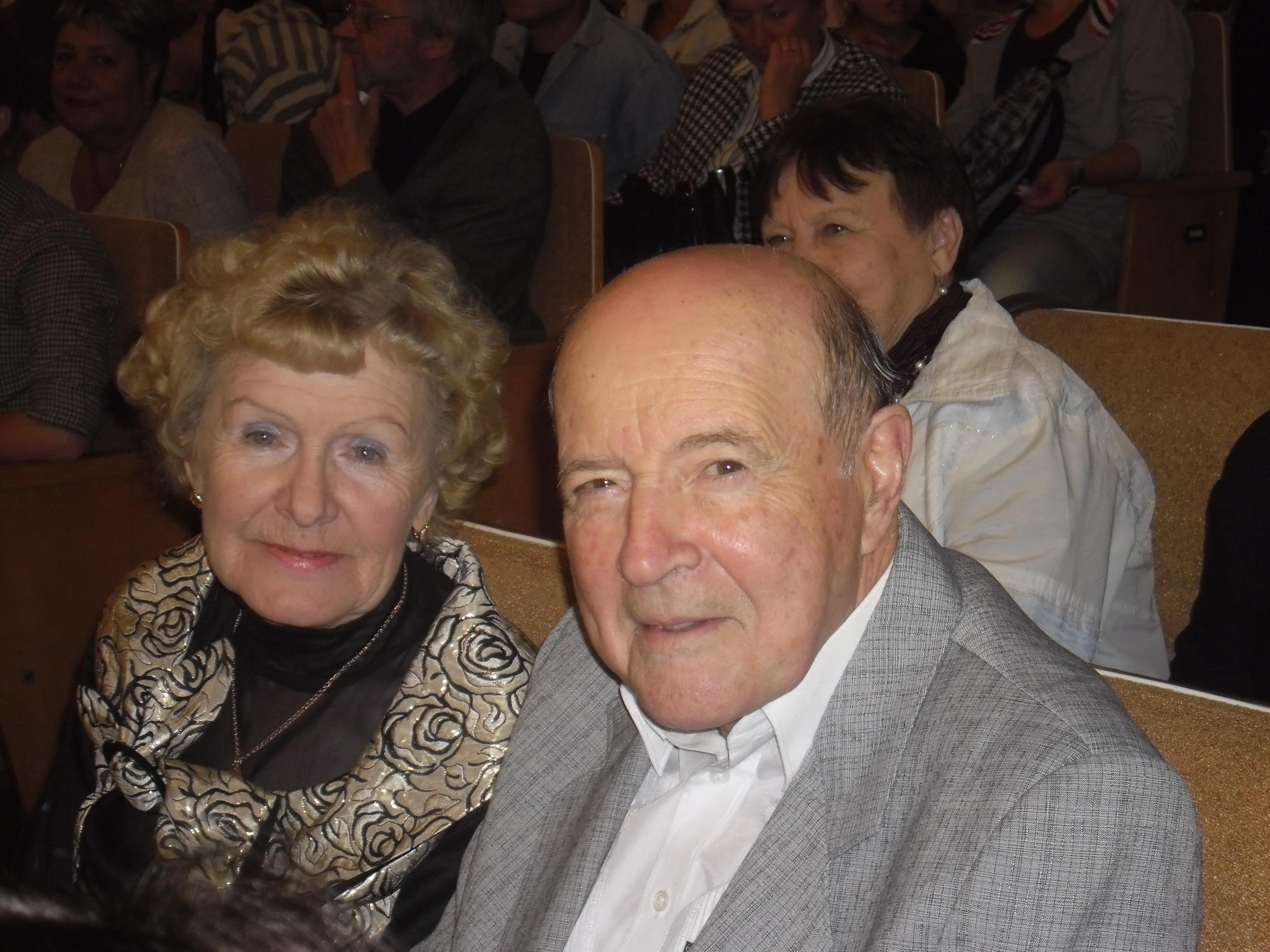
Людмила Цуркан та Ілля Глауберман (2012, фото Г. Ганзбурга)

16 червня 2021 року біля 38 аудиторії кафедри сольного співу та оперної підготовки ХНУМ імені І. П. Котляревського відбулося урочисте відкриття меморіальної дошки видатному українському вокальному педагогу, Заслуженому діячеві мистецтв України, професору Людмилі Георгіївні Цуркан.

## Сім'я
- Чоловік — музикознавець Ілля Глауберман (1934—2021)
- Дочка — театрознавець Марія Цуркан.
- Зять — композитор Олександр Грінберг (нар. 1961.)